# Quadro de medalhas dos Jogos Olímpicos de Verão de 2020

Mapa múndi exibindo as medalhas de cada país durante os Jogos Olímpicos de 2020.
Legenda:
Países que conquistaram ao menos uma medalha de ouro.
Países que conquistaram ao menos uma medalha de prata (e nenhuma de ouro).
Países que conquistaram ao menos uma medalha de bronze (e nenhuma de ouro ou prata).
Países que não conquistaram uma medalha.
Países que não participaram dos Jogos Olímpicos de 2020

O quadro de medalhas dos Jogos Olímpicos de Verão de 2020 é uma lista que classifica os Comitês Olímpicos Nacionais de acordo com o número de medalhas conquistadas nos Jogos realizados na cidade de Tóquio, no Japão, entre os dias 23 de julho e 8 de agosto de 2021. Originalmente, esta edição dos Jogos Olímpicos de Verão estava prevista para ser realizada no ano de 2020, mas foi adiada para o ano de 2021 devido à pandemia de COVID-19. Apesar disso, o nome oficial dos jogos continuou sendo "Jogos Olímpicos de Verão de 2020".
Bermudas, Filipinas, e Qatar conquistaram suas primeiras medalhas de ouro olímpicas. Além destes, Burquina Fasso, San Marino e Turcomenistão conquistaram suas primeiras medalhas olímpicas.

## Medalhas
O design das medalhas olímpicas desta edição dos Jogos foi projetada por Junichi Kawanishi. Elas foram confeccionadas com metal reciclado extraído de pequenos aparelhos eletrônicos doados pelo público. A fita das medalhas segue o motivo de um design tradicional japonês que remete ao ichimatsu moyo, padrão xadrez, e kasane no irome, palheta de cores utilizada na elaboração de tecidos para kimonos. A caixa da medalha é fabricada em madeira de freixo japonesa tingida com a mesma cor do emblema olímpico. A tampa circular e o corpo da caixa podem ser abertos como um anel conectado por um ímã. O anverso apresenta a Nice, a deusa grega da vitória, em frente ao Estádio Panatenaico e aos anéis olímpicos.
Devido à pandemia de COVID-19 no Japão, os atletas foram presenteados com suas medalhas em bandejas e foram solicitados a colocá-las em si mesmos (ou uns aos outros no caso de vencedores de equipes), em vez de tê-las penduradas no pescoço por um dignitário.

## O quadro
O quadro de medalhas é classificado de acordo com o número de medalhas de ouro, estando as medalhas de prata e bronze como critérios de desempate em caso de países com o mesmo número de ouros. O Comitê Olímpico Internacional (COI) não reconhece nem endossa a existência de um quadro de medalhas, alegando que isso cria uma competição entre os países, o que não é o objetivo dos Jogos.
O programa dos Jogos Olímpicos de Verão de 2020 contou com 33 esportes com 50 modalidades e um total de 339 eventos, resultando provisoriamente em 339 conjuntos de medalhas a serem distribuídos.
Duas medalhas de ouro foram concedidas para o empate pelo primeiro lugar no evento masculino de salto em altura do atletismo. Por conta disso, nenhuma medalha de prata foi concedida como consequência.
Duas medalhas de bronze foram concedidas por um empate pelo terceiro lugar no evento de ginástica de solo feminino. Além disso, no boxe (13 eventos), judô (15 eventos), caratê (8 eventos), taekwondo (8 eventos) e luta livre (18 eventos), duas medalhas de bronze são concedidas em cada evento, somando 62 medalhas de bronze adicionais.
     País sede destacado
| Ordem | País                     | Medalha de ouro | Medalha de prata | Medalha de bronze |       | Ordem por total |
| ----- | ------------------------ | --------------- | ---------------- | ----------------- | ----- | --------------- |
| 1     | USA Estados Unidos       | 39              | 41               | 33                | 113   | 1               |
| 2     | CHN China                | 38              | 32               | 19                | 89    | 2               |
| 3     | JPN Japão                | 27              | 14               | 17                | 58    | 5               |
| 4     | GBR Grã-Bretanha         | 22              | 20               | 22                | 64    | 4               |
| 5     | ROC                      | 20              | 28               | 23                | 71    | 3               |
| 6     | AUS Austrália            | 17              | 7                | 22                | 46    | 6               |
| 7     | NED Países Baixos        | 10              | 12               | 14                | 36    | 9               |
| 8     | FRA França               | 10              | 12               | 11                | 33    | 10              |
| 9     | GER Alemanha             | 10              | 11               | 16                | 37    | 8               |
| 10    | ITA Itália               | 10              | 10               | 20                | 40    | 7               |
| 11    | CAN Canadá               | 7               | 7                | 10                | 24    | 11              |
| 12    | BRA Brasil               | 7               | 6                | 8                 | 21    | 12              |
| 13    | NZL Nova Zelândia        | 7               | 6                | 7                 | 20    | 13              |
| 14    | CUB Cuba                 | 7               | 3                | 5                 | 15    | 18              |
| 15    | HUN Hungria              | 6               | 7                | 7                 | 20    | 13              |
| 16    | KOR Coreia do Sul        | 6               | 4                | 10                | 20    | 13              |
| 17    | POL Polônia              | 4               | 5                | 5                 | 14    | 19              |
| 18    | CZE República Checa      | 4               | 4                | 3                 | 11    | 23              |
| 19    | KEN Quênia               | 4               | 4                | 2                 | 10    | 25              |
| 20    | NOR Noruega              | 4               | 2                | 2                 | 8     | 29              |
| 21    | JAM Jamaica              | 4               | 1                | 4                 | 9     | 26              |
| 22    | ESP Espanha              | 3               | 8                | 6                 | 17    | 17              |
| 23    | SWE Suécia               | 3               | 6                |                   | 9     | 26              |
| 24    | SUI Suíça                | 3               | 4                | 6                 | 13    | 20              |
| 25    | DEN Dinamarca            | 3               | 4                | 4                 | 11    | 23              |
| 26    | CRO Croácia              | 3               | 3                | 2                 | 8     | 29              |
| 27    | IRI Irã                  | 3               | 2                | 2                 | 7     | 33              |
| 28    | SRB Sérvia               | 3               | 1                | 5                 | 9     | 26              |
| 29    | BEL Bélgica              | 3               | 1                | 3                 | 7     | 33              |
| 30    | BUL Bulgária             | 3               | 1                | 2                 | 6     | 39              |
| 31    | SLO Eslovênia            | 3               | 1                | 1                 | 5     | 42              |
| 32    | UZB Uzbequistão          | 3               |                  | 2                 | 5     | 42              |
| 33    | GEO Geórgia              | 2               | 5                | 1                 | 8     | 29              |
| 34    | TPE Taipé Chinês         | 2               | 4                | 6                 | 12    | 22              |
| 35    | TUR Turquia              | 2               | 2                | 9                 | 13    | 20              |
| 36    | GRE Grécia               | 2               | 1                | 1                 | 4     | 47              |
| 36    | UGA Uganda               | 2               | 1                | 1                 | 4     | 47              |
| 38    | ECU Equador              | 2               | 1                |                   | 3     | 60              |
| 39    | IRL Irlanda              | 2               |                  | 2                 | 4     | 47              |
| 39    | ISR Israel               | 2               |                  | 2                 | 4     | 47              |
| 41    | QAT Catar                | 2               |                  | 1                 | 3     | 60              |
| 42    | BAH Bahamas              | 2               |                  |                   | 2     | 66              |
| 42    | KOS Kosovo               | 2               |                  |                   | 2     | 66              |
| 44    | UKR Ucrânia              | 1               | 6                | 12                | 19    | 16              |
| 45    | BLR Bielorrússia         | 1               | 3                | 3                 | 7     | 33              |
| 46    | ROU Romênia              | 1               | 3                |                   | 4     | 47              |
| 46    | VEN Venezuela            | 1               | 3                |                   | 4     | 47              |
| 48    | IND Índia                | 1               | 2                | 4                 | 7     | 33              |
| 49    | HKG Hong Kong            | 1               | 2                | 3                 | 6     | 39              |
| 50    | PHI Filipinas            | 1               | 2                | 1                 | 4     | 47              |
| 50    | SVK Eslováquia           | 1               | 2                | 1                 | 4     | 47              |
| 52    | RSA África do Sul        | 1               | 2                |                   | 3     | 60              |
| 53    | AUT Áustria              | 1               | 1                | 5                 | 7     | 33              |
| 54    | EGY Egito                | 1               | 1                | 4                 | 6     | 39              |
| 55    | INA Indonésia            | 1               | 1                | 3                 | 5     | 42              |
| 56    | ETH Etiópia              | 1               | 1                | 2                 | 4     | 47              |
| 56    | POR Portugal             | 1               | 1                | 2                 | 4     | 47              |
| 58    | TUN Tunísia              | 1               | 1                |                   | 2     | 66              |
| 59    | EST Estônia              | 1               |                  | 1                 | 2     | 66              |
| 59    | FIJ Fiji                 | 1               |                  | 1                 | 2     | 66              |
| 59    | LAT Letônia              | 1               |                  | 1                 | 2     | 66              |
| 59    | THA Tailândia            | 1               |                  | 1                 | 2     | 66              |
| 63    | BER Bermudas             | 1               |                  |                   | 1     | 77              |
| 63    | MAR Marrocos             | 1               |                  |                   | 1     | 77              |
| 63    | PUR Porto Rico           | 1               |                  |                   | 1     | 77              |
| 66    | COL Colômbia             |                 | 4                | 1                 | 5     | 42              |
| 67    | AZE Azerbaijão           |                 | 3                | 4                 | 7     | 33              |
| 68    | DOM República Dominicana |                 | 3                | 2                 | 5     | 42              |
| 69    | ARM Armênia              |                 | 2                | 2                 | 4     | 47              |
| 70    | KGZ Quirguistão          |                 | 2                | 1                 | 3     | 60              |
| 71    | MGL Mongólia             |                 | 1                | 3                 | 4     | 47              |
| 72    | ARG Argentina            |                 | 1                | 2                 | 3     | 60              |
| 72    | SMR San Marino           |                 | 1                | 2                 | 3     | 60              |
| 74    | JOR Jordânia             |                 | 1                | 1                 | 2     | 66              |
| 74    | MAS Malásia              |                 | 1                | 1                 | 2     | 66              |
| 74    | NGR Nigéria              |                 | 1                | 1                 | 2     | 66              |
| 77    | BRN Bahrein              |                 | 1                |                   | 1     | 77              |
| 77    | KSA Arábia Saudita       |                 | 1                |                   | 1     | 77              |
| 77    | LTU Lituânia             |                 | 1                |                   | 1     | 77              |
| 77    | MKD Macedônia do Norte   |                 | 1                |                   | 1     | 77              |
| 77    | NAM Namíbia              |                 | 1                |                   | 1     | 77              |
| 77    | TKM Turcomenistão        |                 | 1                |                   | 1     | 77              |
| 83    | KAZ Cazaquistão          |                 |                  | 8                 | 8     | 29              |
| 84    | MEX México               |                 |                  | 4                 | 4     | 46              |
| 85    | FIN Finlândia            |                 |                  | 2                 | 2     | 66              |
| 86    | BOT Botsuana             |                 |                  | 1                 | 1     | 77              |
| 86    | BUR Burquina Fasso       |                 |                  | 1                 | 1     | 77              |
| 86    | CIV Costa do Marfim      |                 |                  | 1                 | 1     | 77              |
| 86    | GHA Gana                 |                 |                  | 1                 | 1     | 77              |
| 86    | GRN Granada              |                 |                  | 1                 | 1     | 77              |
| 86    | KUW Kuwait               |                 |                  | 1                 | 1     | 77              |
| 86    | MDA Moldávia             |                 |                  | 1                 | 1     | 77              |
| 86    | SYR Síria                |                 |                  | 1                 | 1     | 77              |
| TOTAL | TOTAL                    | 340             | 338              | 402               | 1 080 | —               |

## Mudanças no quadro de medalhas
| Data da decisão                                         | Esporte/Evento                          | Atleta (CON)         | 1 | 2  | 3  | Total | Notas |
| ------------------------------------------------------- | --------------------------------------- | -------------------- | - | -- | -- | ----- | --- |
| Mudanças oficiais no quadro de medalhas (após os Jogos) |                                         |                      |   |    |    |       | |
| 19 de maio de 2022                                      | Atletismo Revezamento 4x100 m masculino | GBR Grã-Bretanha DSQ |   | −1 |    | −1    | Em 18 de fevereiro de 2022, o Tribunal Arbitral do Esporte desqualificou a equipe britânica após Chijindu Ujah testar positivo para o agente anabólico ostarina e o esteroide S-23. O COI realocou oficialmente as medalhas em 19 de maio de 2022. |
| 19 de maio de 2022                                      | Atletismo Revezamento 4x100 m masculino | CAN Canadá           |   | +1 | −1 | 0     | Em 18 de fevereiro de 2022, o Tribunal Arbitral do Esporte desqualificou a equipe britânica após Chijindu Ujah testar positivo para o agente anabólico ostarina e o esteroide S-23. O COI realocou oficialmente as medalhas em 19 de maio de 2022. |
| 19 de maio de 2022                                      | Atletismo Revezamento 4x100 m masculino | CHN China            |   |    | +1 | +1    | Em 18 de fevereiro de 2022, o Tribunal Arbitral do Esporte desqualificou a equipe britânica após Chijindu Ujah testar positivo para o agente anabólico ostarina e o esteroide S-23. O COI realocou oficialmente as medalhas em 19 de maio de 2022. |